# Drikung Kagyu
 (novembre 2020).
 (novembre 2020).
 (novembre 2022).
Motif : Longue hagiographie sans sources secondaires

Symbole Houng des Drikung Kagyu et Terma de Tharchin Rinpoché

Drikung Kagyu ou Drigung Kagyu (tibétain : འབྲི་གུང་བཀའ་བརྒྱུད, Wylie : 'bri gung bka' brgyud) est l’une des huit lignées dites "mineures" de la tradition Kagyüpa du bouddhisme tibétain. Les lignées "majeures" désignent celles établies par les disciples de Gampopa (1079-1153) tandis que les lignées "mineures" font référence à celles fondées par les disciples de Phagmodrupa (1110-1170), l'un des trois disciples principaux de Gampopa - lui-même disciple de Milarépa. Parmi les huit lignées mineures, seuls les Taglung Kagyu, Drukpa Kagyu et Drikung Kagyu existent encore aujourd'hui, au XXIe siècle, comme lignées indépendantes.
Son fondateur, Kyobpa Jigten Sumgön (Drikung Jigten Sumgön Rinchen Pal, 1143-1217), originaire du Kham (Tibet), érige, en 1179, le monastère de Drikung Thil, le premier centre monastique de Drikung Kagyu - et aussi le principal - à 120 km au nord-est de Lhassa, dans la vallée du Shorong. Il est détruit plusieurs fois lors de conflits. La lignée Drikung tire son appellation de la région du même nom.

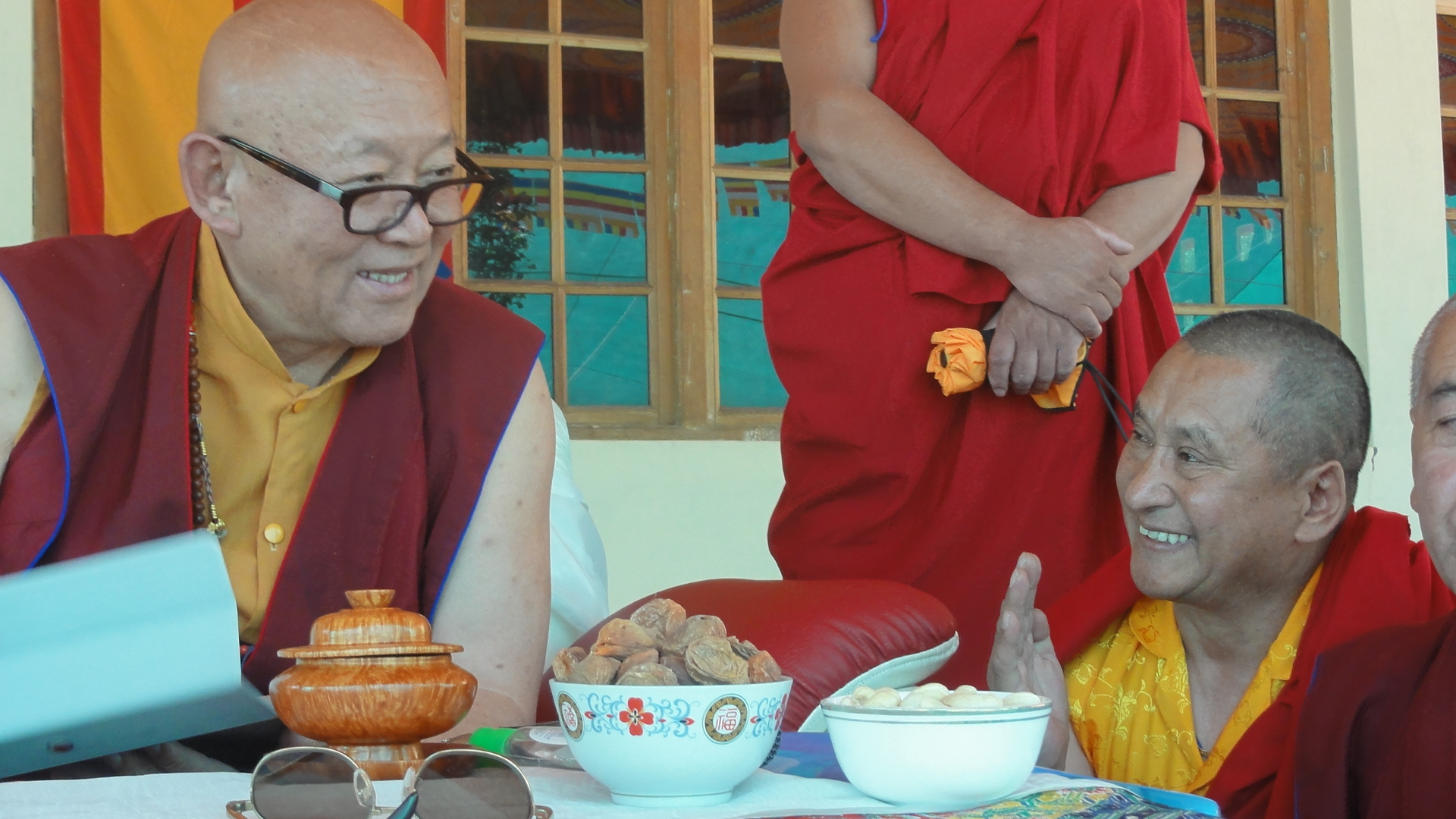
Chesang Rinpoché et Tharchin Rinpoché.

À la mort de Gyalwang Konchog Rinchen, les représentants de la lignée Drikung se mettent en quête des deux nouvelles réincarnations. Les recherches finissent par aboutir, offrant désormais l'accession au trône au Chetsang (frère aîné, réincarnations de Gyalwang Konchog Rinchen) et au Chungtsang (frère cadet, réincarnations de Kunkhyen Rigzin Chödrak), tous deux portant le titre de Drikung Kyabgon ('bri gung skyabs mgon), «refuge de Drikung».
À ce jour, Könchok Tenzin Kunzang Trinlay Lhundrup, né en 1946, représente le 37e Chetsang. Celui-ci siège au Drikung Kagyu Institute à Dehradun, en Inde. Le 36e et actuel Chungtsang, Könchok Tenzin Chökyi Nangwa né en 1942 est basé, quant à lui, à Lhassa (Tibet). Ils comptent parmi les plus précieux maîtres spirituels de la lignée Drikung Kagyu. Le fondateur Kyobpa Jigten Sumgön prédit à maintes reprises, «À l'avenir, mon enseignement prospérera par le biais de deux Bodhisattvas, qui seront comme le Soleil et la Lune, par leurs qualités de compassion et de sagesse».
En dehors de la vallée Drikung au Tibet central, la lignée Drikung Kagyu se développe également dans les régions alentour, particulièrement dans le comté de Nangchen au Tibet oriental, ainsi que dans la région du mont Kailash et Purang au Tibet occidental et au Ladakh. La lignée Drikung est également présente à Tsari et Lapchi, deux importants sites sacrés pour tous les bouddhistes tibétains.

## L'origine de la lignée Drikung Kagyu
La fondation du monastère de Drikung Thil, en 1179, par Kyobpa Jigten Sumgön (1143-1217), disciple de Phagmodrupa, marque le début de la lignée Drikung Kagyu. Au décès de ce dernier, il lui succéde, tout d’abord, au trône de la lignée Phagdru, au monastère de Densatil, durant trois ans, de 1177 à 1179. Puis, il établit sa propre lignée avec la fondation du monastère de Drikung Thil, dans la région de Drikung, comme l'avait prédit Phagmodrupa.
Il était de coutume, dans maintes écoles du bouddhisme tibétain, de choisir son successeur parmi les membres de sa famille. C'est ainsi que tous les détenteurs du trône de la lignée Drikung Kagyu, à l'exception de trois d'entre eux, appartinrent au clan Kurya.
Dès le début, le pouvoir de Drikung était partagé : l’autorité spirituelle était réservée au denrab (gdan rabs), tandis que les affaires administratives étaient confiées au gompa (sgom pa).
Durant les premières années de la lignée, Lhapa Kagyu ou Lhanangpa, sous-branche de Drikung Kagyu fondée par Gyalwa Lhanangpa (1164 - 1224), joua un rôle important au Bhoutan, mais ne subsista pas longtemps, expulsée en 1640/1641, en même temps que l’école Nenyingpa pour s’être alliée avec les Tsangpa contre les Drukpa, lors de leur invasion au Bhoutan.

## Les premiers développements de la lignée (1217-1400)
Parmi les premiers denrab de Drikung, plusieurs devinrent des maîtres importants, dont Chenga Drakpa Jungne (1175-1255), le fils spirituel de Jigten Sumgön qui se vit confier la direction du monastère de Phagmodrupa à Densa Thil. Il l'amena vers une nouvelle période de prospérité et succéda au trône de la lignée Drikung en 1235. Il guida la lignée, avec calme et efficacité, lors de périodes de troubles. Lorsque les Tibétains se révoltèrent contre la suzeraineté mongole et arrêtèrent de payer leur tribut, Ogodei, le fils et successeur de Genghis Khan, ordonna une terrible action punitive en 1239. Les troupes mongoles réduisirent ainsi en cendre des monastères, dont celui de Reting ( Wylie : rwa sgreng) où 500 moines furent massacrés. Puis, les troupes se mirent en route en direction de la région de Drikung. Le gompa s'opposa à eux, fut fait prisonnier et exécuté. Il est rapporté qu'une pluie de pierres s’abattit lorsque Drakpa Jungne se mit promptement en route vers les troupes mongoles. Peut-être était-ce seulement une averse de grêle. Quoi qu'il en soit, sa courageuse intervention aboutit à un accord de paix avec les Mongols. L'attaque brutale contre le monastère de Reting avait manifestement pour but de mettre en garde Drikung qui fut épargné d'une confrontation au résultat incertain et devint un pouvoir majeur au Tibet central.
Kunga Gyaltsen, connu plus tard sous le nom de Sakya Pandita (1182-1251), conclut un pacte avec Godan Khan, le général d'Ogodei, lequel acceptait la suzeraineté mongole sur le Tibet ainsi que le versement d'un tribut. Cependant, l'accord ne rencontra pas le soutien unanime de son pays natal. Nombre d'aristocrates tibétains résistèrent aux demandes de tributs. En conséquence, les troupes mongoles réprimèrent leur rébellion par une défaite écrasante et sanglante en 1251.
Le neveu et successeur de Kunga Gyaltsen, Phagpa Lodrö (1235-1280) devint le maître spirituel de Khubilai Sechen, khagan des Mongols dès 1259. La relation étroite entretenue avec les Mongols permit à l'école Sakya de prendre le pouvoir politique au Tibet, tandis que les ambitions de l'école Karma Kagyu d'obtenir le soutien des Mongols restèrent vaines. En 1275, Khubilai Khan offrit à Phagpa Lodrö, les provinces de Ü et de Tsang ainsi que le Kham et l'Amdo. Celles-ci étaient partagées en myriarchies, districts administratifs comprenant théoriquement 10 000 familles. Quand Khubilai devint l'empereur de Chine en 1279 et fonda la dynastie Yuan, il conféra à Phagpa Lodrö le titre de régent ou "vice-roi". Ainsi, pour la première fois au Tibet, une entente politico-religieuse dite prêtre-patron, fut mise en place entre l'empereur et son maître spirituel.
Des résistances à la transformation du pays se firent jour dans l'aristocratie tibétaine, plus particulièrement dans les provinces de Ü (Dbus) et de Tsang (Gtsang) au Tibet central, celles-ci étant étroitement liées aux Drikung Kagyu, Phagdru Kagyu et Karma Kagyu. Au même moment, les Mongols étaient engagés dans des luttes de pouvoir. Après le décès du Grand Khan Mongke, en 1259, Hulagu (1217-1265), frère et rival de Khubilai, devint le protecteur de la lignée Drikung Kagyu. Cette protection se concrétisa par la présence, à proximité, d’une petite garnison.
Mais bientôt, des groupes rivaux mongols s'affrontèrent entre eux à propos du territoire tibétain, ce qui entrera, plus tard dans l'histoire, comme étant le conflit opposant Drikung et Sakya. Cela n'était pas une "guerre de religion" ni une querelle entre deux écoles du bouddhisme tibétain, comme cela est souvent exposé, mais plutôt une tentative de révolte de la part de quelques provinces du Tibet central, contre la suzeraineté imposée par Khubilai, avec le soutien de groupes mongols rivaux. Le réel conflit local était centré sur des controverses concernant la succession du monastère de Phagmodrupa, Densa Thil.
Dans ce contexte, le clan Lang connut des dissensions internes. C'est ainsi qu'une partie fut soutenue par les Sakyapa et une autre par les Drikungpa. La guerre éclata sous le règne du 7e détenteur du trône, Tsamche Drakpa Sonan (1238-1286). En 1290, sous le règne de son successeur, Nub Chogo Dorje Yeshe (1223-1293), le monastère de Drikung Thil fut dévasté par les troupes mongoles. Pour la population locale, ce désastre n'arriva pas de façon inopinée. En effet, Dorje Yeche, n'étant pas un membre du clan Kurya mais du clan Nub - ce qui allait à l'encontre des souhaits du fondateur de la lignée - manqua de soutien durant les moments difficiles.
Le monastère de Drikung Thil fut reconstruit sous le 9e détenteur du trône, Chunyi Dorje Rinchen (1278-1314), avec l'aide de l'empereur et des Sakyapa. Il perdit cependant toute son influence. Dorje Rinchen appliqua alors un nouveau règlement consistant en un enseignement monastique sur trois périodes annuelles. En effet, tandis que les textes philosophiques de la lignée ainsi que les fondamentaux du bouddhisme mahāyāna étaient enseignés au printemps et à l'automne, le Quintuple Chemin du Mahamudra l'était en été. Durant la période hivernale, ne portant que de fins vêtements de coton, Dorje Rinchen enseignait les Six Yogas de Naropa sur la grande terrasse, à l'extérieur du temple de Drikung Thil.
Au XIVe siècle, la lignée Phagmodrupa assuma la direction séculière du Tibet central. Jangchub Gyaltsen (1302-1373) fut le personnage central de cette époque, à la fois habile politicien et moine de Phagdru Kagyu. Il mena son pays vers une plus grande indépendance et créa un nouveau système administratif. Toutefois, ses réformes détériorèrent les relations avec Drikung, induisant des conflits armés avec la lignée de Phagmodrupa. Malgré quelques faits d'armes, la lignée Drikung, contrainte d'accepter de douloureuses défaites sur le champ de bataille, se résigna à un accord confortant la domination de la lignée Phagmodrupa dans le nord de Ü. Avant le décès de Jangchub Gyaltsen, la lignée Drikung parvint à rétablir l'autonomie de ses terres. Cette période correspondit à la chute de la dynastie Yuan et à l'ascension de la dynastie Ming (1368-1644), favorisant ainsi un changement dans l'équilibre du pouvoir en Asie. Mais, l'empire mongol représentait toujours une force avec laquelle les empereurs Ming et le Tibet devaient composer.
Au beau milieu de toute cette agitation, Chenga Chökyi Gyalpo (1335-1407), le 11e détenteur du trône, tenta une nouvelle fois d'élever le niveau spirituel de la lignée Drikung. Il fit copier le Kangyour de Narthang et la version nouvellement éditée du Tanjur. Tsongkhapa (tsong kha pa, 1357-1419), le fondateur de l'école Gelugpa, fit le voyage, de l'Amdo à Drikung, en 1373, et devint un disciple de Chökyi Gyalpo. Sa famille s'installa dans un village à 40 km du monastère. Tsongkapa reçut les enseignements de Drikung sur les Six Yoga de Naropa ainsi que sur les textes de Jigten Sumgön.

## La période de la réforme (1400-1615)
Au XVe siècle, la dynastie Ming reconnut l'influence croissante et renouvelée de la lignée Drikung et accorda au détenteur du trône, le titre honorifique de Ch'an chiao wang qui était conféré aux responsables des huit plus importantes écoles ou monastères. Durant deux siècles, Shigatse situé dans la province de Tsang, devint le centre du pouvoir au Tibet, d'abord sous les Ringpung (1436-1566), puis les Tsangpa (1566-1642). Étant donné que les deux nobles familles soutenaient le Karmapa, la lignée Karma Kagyu devint la plus influente de l'époque.
Deux personnalités éminentes, détentrices du trône de Drikung, marquèrent le début du XVIe siècle : Gyalwang Kunga Rinchen (1475-1527) et son successeur, Gyalwang Rinchen Phuntsog (1509-1557). Kunga Rinchen était considéré comme la réincarnation de Jigten Sumgön. Il aspirait à améliorer la qualité de la vie spirituelle. Kunga Rinchen se consacrait intensivement à donner des transmissions et des enseignements, et il s'était également engagé à faire revivre la tradition des retraites. Il encouragea beaucoup de ses nouveaux disciples, qui affluaient à Drikung, à entreprendre des retraites au mont Kailash, à Tsari et à Lapchi. Sous sa direction, cinquante nouvelles cabanes de méditation furent construites au monastère de Drikung Thil. Le Kangyur et le Tanjur furent copiés en lettres d'or et d'argent sur des feuilles de couleur indigo, tandis que deux cents scribes furent mobilisés pour la production de textes complets de la lignée Drikung.
Rinchen Phuntsog, le 17e Drikung Denrab, fut un grand réformateur. Après avoir reçu les transmissions de différentes lignées, il intégra les doctrines, les rituels et les pratiques de méditation, plus particulièrement de l'école Nyingma, dans les enseignements traditionnels de la lignée Drikung Kagyu, ouvrant et élargissant son orientation dogmatique. Rinchen Phuntsog découvrit le précieux texte Gongpa Yangzab dans la grotte de Kiri Yangdzong, dans la vallée de Terdrom. Rinchen Phuntsog composait inlassablement des textes lesquels, hautement appréciés des Nyingma, furent inclus dans leur collection de tantras. Le fils unique de Rinchen Phuntsog, Chogyal Rinchen Phuntsog (1547-1602), fut le 21e denrab sur le trône de Drikung quand Altan Khan (1507-1582), le puissant chef des Mongols Tumat, conclut une alliance avec Sonam Gyatso (1543-1588), de l'école gelug, une évolution qui allait, par la suite, influencer, de manière décisive, le cours de l'histoire du Tibet.
Le chef Mongol conféra, à Sonam Gyatso, le titre de Dalaï-lama et lui accorda de vastes privilèges. Sonam Gyatso devint le 3e Dalaï-Lama, attendu que ses deux prédécesseurs reçurent le titre de Dalaï-Lama, à titre posthume. À la suite de nombreux conflits armés au cours de la dernière partie du XVIe siècle, Chogyal Rinchen Phuntsog fit du monastère de Drikung Dzong une forteresse.
La première période de succession à la plus haute fonction de la lignée prit fin avec les fils de Chogyal Rinchen Phuntsog. Son fils aîné, Naro Tashi Phuntsog (1574-1628), appelé Naro Nyipa (le deuxième Naropa), lui succéda au trône, tandis que Garwang Chökyi Wangchug (1584-1630), le fils cadet, fut reconnu comme le 6e Shamarpa. Ses deux plus jeunes garçons, Gyalwang Konchog Rinchen (1590-1654) et Kunkhyen Rigzin Chödrak (1595-1659) devinrent les derniers héritiers du trône de Drikung. Le clan Kyura disparut avec eux.
À la mort de Gyalwang Konchog Rinchen, les représentants de la lignée Drikung se mirent en quête des deux nouvelles réincarnations. Les recherches finirent par aboutir, offrant désormais l'accession au trône au Chetsang (frère aîné, réincarnations de Gyalwang Konchog Rinchen) et au Chungtsang (frère cadet, réincarnations de Kunkhyen Rigzin Chödrak). Enfin, dans l'ordre des événements de la lignée Drikung, Konchog Rinchen est considéré comme étant le premier Chetsang et Rigzin Chödrak comme le premier Chungtsang. Tous deux portant le titre de Drikung Kyabgon ( Wylie : 'bri gung skyabs mgon), «refuge de Drikung».

## L'ère des Rinpochés Chetsang et Chungtsang de 1615 à nos jours
À l'époque du 1er Chetsang, Gyalwang Konchog Rinchen (1590-1654), les Mongols Tumat revendiquèrent le droit aux terres et propriétés du Tibet, compte tenu que le 4e dalaï-lama était un descendant du clan Tumat. Ainsi, la lignée Drikung se retrouva à nouveau enlisée dans des conflits armés et la forteresse de Drikung Dzong tomba sous l'assaut des troupes mongoles. L'ensemble de la région Drikung fut dans un tel état de ruine que Konchog Rinchen fut dans l’impossibilité d'y vivre pendant longtemps. Quand le roi des Tsangpa, Phuntsog Namgyal, parvint à repousser les Mongols, Konchog Rinchen reconstruisit Drikung Dzong dans un temps très court, en 1624. Il nomma le nouvel édifice Namgyal Chödzong. Mais la guerre continua avec les forces de Gushri Khan, le chef des Khoshuuds, chargé d'assurer la stabilité du pouvoir du 5e dalaï-lama (1617-1682) au Tibet central, en remportant des victoires décisives contre ses adversaires. L'école Gelugpa poursuivit sa domination sur tout le pays. Le Dalaï-Lama renforça la suprématie de l'école Gelugpa sur les autres écoles du bouddhisme tibétain, procédant avec une sévérité plus marquée à l'encontre de la lignée Karma Kagyu. Dans la région de Drikung, plus rien ne subsista à l'exception des noms de ses innombrables villages. Monastères et nobles demeures, dont le récent édifice Namgyal Chödzong, furent la proie des dégâts occasionnés par l'armée mongole.
Durant cette sombre période, Drikung devint célèbre partout pour être un centre de magie admiré et craint. Cette réputation vit le jour à la suite de l'activité du 1er Chungtsang Rinpoché, Kunkhyen Rigzin Chödrak, frère de Konchog Rinchen. Rigzin Chödrak fonda une importante école d'astrologie et de divination à Drikung et fut aussi le fondateur du système de médecine Drikung, l'une des quatre traditions médicales du Tibet.
Sous le règne du 2e Chetsang, Könchog Thrinle Sangpo (1656-1718), fut instaurée la coutume de la première intronisation des Rinpochés Kyabgon, au monastère de Drikung Tse. Thrinle Sangpo fonda l'une des quatre grandes écoles de peinture du Tibet, le pseudo style Driri de Drikung. Durant l'année du Serpent, en 1677, sur l'aire de battage de céréales de Drikung Tse, il exposa les enseignements de l'Année du Serpent, où il donna des initiations et des enseignements sur les tantras de Chakrasamvara et de Guhyasamaja. 
En 1681, il fit rebâtir entièrement le monastère Yangrigar qui fut en grande partie détruit par la guerre incessante. Aujourd'hui, il est considéré comme le fondateur du monastère. Il commença également à restaurer Drikung Dzong au milieu de l'agitation d'une autre invasion mongole en 1717, au cours de laquelle les Dzoungars envahirent Lhassa, brûlèrent et pillèrent de nombreux monastères Nyingma.
Könchog Thrinle Sangpo guida seul la lignée pendant longtemps, parce que la réincarnation de Chungtsang reconnue par le 10e Karmapa, décéda d'une épidémie de variole avant qu'il puisse être amené à Drikung. Ainsi, il fallut attendre l'année 1704 pour que Chungtsang se réincarne en la personne de Thrinle Döndrup Chögyal (1704-1754). Döndrup Chögyal, qui fut connu sous le nom de Drikung Bhande Dharmarâja, fit bâtir plusieurs monastères. Dans son œuvre Le Joyau Trésor de Conseils, il résuma toute la structure de la voie bouddhiste selon le Sutrayana et le Tantrayana.
La vie du 3e Chetsang, Könchog Tenzin Drodul (1724-1766), fut éclipsée par des querelles au sein de ses monastères. Il se retira délibérément de la vie active et passa pratiquement tout son temps, en méditation, dans sa chambre, au palais de Trolung. Tenzin Chökyi Nyima (1755-1792), le 3e Chungtsang, fils d'une noble famille de Jangyul, ne parvint pas à avancer de façon significative face à cet état de fait, bien qu'il consacra beaucoup d'efforts à faire rénover les monastères et purifier la discipline.
Le 4e Chetsang, Tenzin Peme Gyaltsen (1770-1826), acquit une renommée en tant qu'auteur d'une histoire biographique des détenteurs du trône Drikung Kagyu, "les Maîtres de la Lignée du Rosaire d'Or". Lorsque le 4e Chungtsang, Tenzin Chökyi Gyaltsen (1793-1826), décéda la même année que le 4e Chetsang, il apparut impérieux qu'un régent, Lhochen Chökyi Lodrö (1801-1859), guidât la lignée.
Konchog Chönyi Norbu (1827-1865), le 5e Chungtsang, et Konchog Thukje Nyima (1828-1885), le 5e Chetsang, furent intronisés en même temps sur le trône de terre rouge de Jigten Sumgön, près de Drikung Thil. Durant leur règne, les Sikhs conquirent le Ladakh et occupèrent les trois provinces de Ngari. Au Ladakh et à proximité du mont Kailash, les monastères Drikung subirent d'importants dégâts au cours de ces conflits, ce qui n’empêcha pas pour autant l'influence de la lignée Drikung, celle-ci jouissant d'un bel épanouissement à cette période. Konchog Thukje Nyima fut considéré comme un homme exceptionnellement érudit et particulièrement expert dans le domaine médical, mais fut pris dans des intrigues de fonctionnaires monastiques.
Finalement, le 5e Chetsang fut obligé d'abdiquer du trône, en 1854, à la suite d'une intervention du gouvernement tibétain. En guise de représailles, le toit doré du temple de Drikung Thil fut enlevé pour Lhassa et certains biens de la lignée Drikung furent confisqués, entraînant de graves disettes. Konchog Thukje Nyima partit secrètement en pèlerinage, en direction du mont Kailash à partir de son exil au Tsang, et donna, en d'autres lieux, des enseignements ainsi que des initiations. Cinq ans plus tard, il reçut la permission du gouvernement tibétain de retourner à Drikung. 
Lorsque Chungsang Konchog Chönyi Norbu décéda en 1865, les responsables monastiques recommencèrent à élaborer des complots contre le 5e Chetsang. Ce dernier fut, une fois de plus, contraint de quitter son poste de Drikung Thil et se retira à Trolung jusqu'à la fin de sa vie. Beaucoup de ses disciples sombrèrent dans un profond désespoir tandis qu'il acceptait tous les obstacles avec une grande ouverture de cœur, empli de la bodhicitta et d'une profonde sérénité. Par deux fois dans sa vie, Könchog Thukje Nyima fut victime de calomnie et de luttes d'influence. Ce fut sans nul doute l'un des chapitres les plus tristes de l'histoire de la lignée Drikung Kagyu.
Le 6e Chungtsang, Tenzin Chökyi Lodrö (1868-1906), fut exceptionnellement grand de taille et d'apparence impressionnante. Il rédigea deux guides exhaustifs sur les lieux sacrés où il se rendit en pèlerinage, au Mont Kailash et à Lapchi. Ses deux ouvrages universitaires donnent un aperçu du concept de géographie religieuse dans le bouddhisme tibétain. Pendant son séjour dans la région du Mont Kailash, il fonda la communauté monastique de Phuntsogling au Ladakh oriental et reconnut la 9e réincarnation de Togden Rinpoché comme chef religieux des monastères Drikung au Mangyul (Ladakh). En compagnie du jeune Konchog Tenzin Shiwe Lodrö (1886-1943), le 6e Chetsang, il visita Lhasa en 1893. Les deux hauts dignitaires se virent conférer le titre mandchou de hotogthu. Depuis, les Rinpochés Drikung Kyabgon arborent toujours le coiffe dorée de hotogthu à l'occasion de voyages officiels, en vertu d'une ancienne prophétie du 1er Chungtsang.
Shiwe Lodrö s’intéressait particulièrement à l'intégration de la pratique méditative et de l'enseignement philosophique, car il s'agissait des piliers fondamentaux de l'éducation et de la formation dans la tradition Drikung Kagyu. Il acquit également une grande notoriété en raison de ses capacités de clairvoyance. Il prit des dispositions pour rénover le monastère de Yangrigar et construire un bâtiment pour le stockage des blocs de bois utilisés pour l'impression des textes bouddhistes. Par ailleurs, il mit sur pied une commission à Drikung Thil afin d'améliorer l'administration du monastère. Cependant, le faible niveau d'éducation recensé dans ses monastères resta sa plus grande préoccupation. En 1932, il fonda Nyima Changra, l'académie d'études bouddhistes supérieures.
Au décès prématuré du 7e Chungtsang, Tenzin Chökyi Jungne (1909-1940), Könchog Tenzin Shiwe Lodrö fut très affecté et succomba peu de temps après, lors d'un voyage au Kham, d'une congestion cérébrale. Il aura passé la majeure partie de son temps en méditation jusqu'à sa mort, en 1943. Tritsab Gyabra (1924-1979) devint alors le régent. Sous sa direction, les réincarnations actuelles du 8e Chungtsang et du 7e Chetsang Rinpochés furent trouvées et intronisées en tant que 36e et 37e détenteurs de la lignée Drikung.

## Chronologie de la lignée Drikung Kagyu
Source: The Great Kagyu Master: The Golden Lineage Treasury.
| Nom                                                      | Date de naissance | Date du décès | Début du règne sur la lignée | Fin du règne sur la lignée |
| -------------------------------------------------------- | ----------------- | ------------- | ---------------------------- | -------------------------- |
| Dorje Tchang (Vajradhara)                                |                   |               |                              |                            |
| Siddha Tilopa                                            | 988               | 1069          |                              |                            |
| Siddha Naropa                                            | 1016              | 1100          |                              |                            |
| Marpa                                                    | 1012              | 1097          |                              |                            |
| Milarépa                                                 | 1052              | 1135          |                              |                            |
| Gampopa                                                  | 1079              | 1153          |                              |                            |
| Phagmodrupa                                              | 1110              | 1170          |                              |                            |
| Kyobpa Jigten Sumgön (Drikung Jigten Sumgön Rinchen Pal) | 1143              | 1217          | 1179                         | 1217                       |
| Kenchen Gurawa Tsultrim Dorje                            | 1154              | 1221          | 1217                         | 1221                       |
| Sonam Drakpa                                             | 1187              | 1235          | 1221                         | 1235                       |
| Chenga Drakpa Jungne                                     | 1175              | 1255          | 1235                         | 1255                       |
| Telo Dorje Drakpa                                        | 1210              | 1278          | 1255                         | 1278                       |
| Thog-khawa Rinchen Senge                                 | 1226              | 1284          | 1278                         | 1284                       |
| Tsamche Drakpa Sonam                                     | 1238              | 1286          | 1284                         | 1286                       |
| Nub Chogo Dorje Yeshe                                    | 1223              | 1293          | 1286                         | 1293                       |
| Chunyi Dorje Rinchen                                     | 1278              | 1314          | 1293                         | 1314                       |
| Nyergye Dorje Gyalpo                                     | 1283              | 1350          | 1314                         | 1350                       |
| Chenga Chökyi Gyalpo                                     | 1335              | 1407          | 1350                         | 1395                       |
| Shenyen Dondrup Gyalpo                                   | 1369              | 1427          | 1395                         | 1427                       |
| Dakpo Wang                                               | 1395              | [ 3 ]         | 1427                         | 1428                       |
| Chogyal Rinchen Pal Zangpo                               | 1421              | 1469          | 1428                         | 1469                       |
| Rinchen Chökyi Gyaltsen                                  | 1449              | 1484          | 1469                         | 1484                       |
| Gyalwang Kunga Rinchen                                   | 1475              | 1527          | 1484                         | 1527                       |
| Gyalwang Rinchen Phuntsok                                | 1509              | 1557          | 1527                         | 1557                       |
| Rinchen Namgyal Chodak Gyaltsen                          | 1527              | 1570          | 1557                         | 1570                       |
| Chokyi Namgyal                                           | 1557              | 1579          | 1570                         | 1579                       |
| Chogyal Rinchen Phuntsog                                 | 1547              | 1602          | 1579                         | 1602                       |
| Naro Nyipa Tashi Phuntsok                                | 1574              | 1628          | 1602                         | 1615                       |
| Gyalwang Könchog Rinchen (1er Chetsang)                  | 1590              | 1654          | 1615                         | 1626                       |
| Kunkhyen Rigzin Chödrak (1er Chungtsang)                 | 1595              | 1659          | 1626                         | 1659                       |
| Könchog Thrinle Sangpo (2e Chetsang)                     | 1656              | 1718          | 1659                         | 1718                       |
| Thrinle Dondrub Chogyal (2e Chungtsang)                  | 1704              | 1754          | 1704                         | 1754                       |
| Könchog Tenzin Drodul (3e Chetsang)                      | 1724              | 1766          | 1724                         | 1766                       |
| Könchog Tenzin Chökyi Nyima (3e Chuntsang)               | 1755              | 1792          | 1755                         | 1792                       |
| Tenzin Peme Gyaltsen (4e Chetsang)                       | 1770              | 1826          | 1770                         | 1826                       |
| Könchog Tenzin Chökyi Gyaltsen (4e Chuntsang)            | 1793              | 1826          | 1793                         | 1826                       |
| Lhochen Chökyi Lodrö (Regent)                            | 1801              | 1859          | 1826                         | 1827                       |
| Könchog Chönyi Norbu (5e Chungtsang)                     | 1827              | 1865          | 1827                         | 1865                       |
| Könchog Thukje Nyima (5e Chetsang)                       | 1828              | 1885          | 1828                         | 1885                       |
| Könchog Tenzin Chökyi Lodrö (6e Chungtsang)              | 1868              | 1906          | 1868                         | 1906                       |
| Könchog Tenzin Shiwe Lodrö (6e Chetsang)                 | 1886              | 1943          | 1886                         | 1943                       |
| Tenzin Chökyi Jungme (7e Chungtsang)                     | 1909              | 1940          | 1909                         | 1940                       |
| Tenzin Thuben Wangpo (Regent)                            |                   |               | 1940                         | 1942                       |
| Tenzin Chökyi Nangwa (8e Chungtsang)                     | 1942              |               | 1942                         |                            |
| Könchog Tenzin Kunzang Thrinle Lhundrub (7e Chetsang)    | 1946              |               | 1946                         |                            |

## Enseignements
Les pratiques principales de Drikung Kagyu sont Les Cinq Voies du Mahamudra et les six yogas de Nāropa, en particulier le Phowa, qui permet de rester conscient durant le trépas en expulsant la conscience à travers la fontanelle, et de mettre à profit la période du Bardo Thödol (intermédiaire entre la mort et la renaissance) pour renaître dans un état favorable au progrès spirituel.
Le fondateur Jigten Gonpo est l’auteur de L'Intention unique (tib. dgongs gcig) et L'Essence de l'enseignement mahayana (tib. theg chen bstan pa'i snying po).
Achi Chokyi Drolma, arrière-grand-mère de Jigten Gonpo, est une déité protectrice et un yidam de Drikung Kagyu, adoptée également par la branche Karma Kagyu. Elle est souvent représentée avec une coupe crânienne (kapala) dans la main gauche et un miroir dans la main droite.

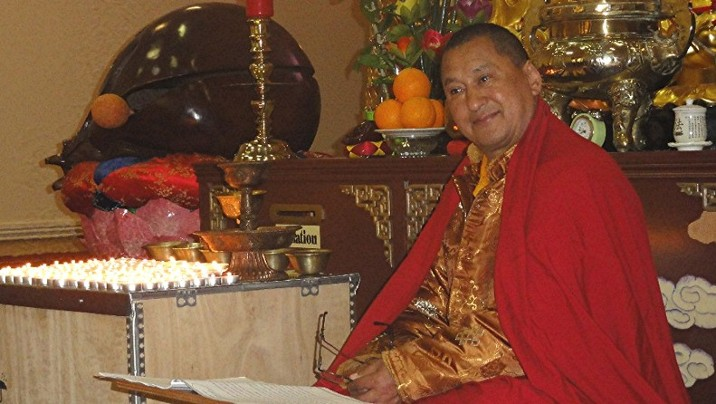
Tharchin Rinpoché

Le Centre de retraite de Milarépa à Schneverdingen (Allemagne) est le principal centre de retraite de Drikung Kagyu en Europe. Dans une ancienne ferme entourée de plus de 20 hectares de pâturages et de forêts, des retraites et Drubchen sont possibles, y compris la traditionnelle retraite de trois ans.